# Amphicercidus lonicerae
Amphicercidus lonicerae är en insektsart. Amphicercidus lonicerae ingår i släktet Amphicercidus och familjen långrörsbladlöss. Inga underarter finns listade i Catalogue of Life.